# Кемпісте-Борове
Кемпісте-Борове (пол. Kępiste-Borowe) — село в Польщі, у гміні Заремби-Косьцельні Островського повіту Мазовецького воєводства.
Населення — 194 особи (2011).
У 1975-1998 роках село належало до Ломжинського воєводства.

## Демографія
Демографічна структура станом на 31 березня 2011 року:
|          | Загалом | Допрацездатний вік | Працездатний вік | Постпрацездатний вік |
| -------- | ------- | ------------------ | ---------------- | -------------------- |
| Чоловіки | 98      | 17                 | 61               | 20                   |
| Жінки    | 96      | 15                 | 47               | 34                   |
| Разом    | 194     | 32                 | 108              | 54                   |